# بویز-لز-پاینی
بویز-لز-پاینی (به فرانسوی: Bois-lès-Pargny) یک کمون در فرانسه است که در ان (ا-دو-فرانس) واقع شده‌است. بویز-لز-پاینی ۱۰٫۳۲ کیلومتر مربع مساحت دارد ۱۳۸ متر بالاتر از سطح دریا واقع شده‌است.